# Goran Vlaović
Goran Vlaović (7 de agosto de 1972, Nova Gradiška, Croacia, Yugoslavia) es un exjugador croata de fútbol. Jugó de delantero en el N. K. Osijek, Croacia Zagreb, Calcio Padova, Valencia C. F. y Panathinaikos.

## Trayectoria
Goran Vlaović inició su carrera profesional en el club croata N. K. Osijek, fichando en 1991 por el Dinamo de Zagreb (por entonces llamado Croacia de Zagreb). En su primer año en el club de Zagreb logró el título de liga, siendo Vlaović el máximo realizador del campeonato con 23 tantos. Repitió esta distinción la siguiente temporada, anotando 29 goles en 34 partidos, un registro que durante 13 años fue la mejor marca goleadora de un jugador en la historia de la liga croata.
Tras estar a prueba en el Ajax de Ámsterdam, finalmente fichó por dos temporadas por el Calcio Padova, que acababa de ascender a la Serie A de la liga italiana. El verano de 1995 sufrió un accidente de tráfico y, tras ser atendido en el hospital, se le descubrió un tumor cerebral. Tras una complicada intervención quirúrgica, en diciembre de 1995 volvió a los terrenos de juego. 
Tras finalizar su contrato, el verano de 1996 se incorporó al Valencia C. F. Su fichaje estuvo marcado por la polémica, ya que Vlaović tenía un preacuerdo con la S. S. C. Napoli y, a su vez, el Padova reclamó al Valencia una indemnización en concepto de formación.
Vlaović debutó en la primera jornada de liga española de la temporada 1996-97 jugando como titular y anotando un gol. A pesar de ello, nunca se consolidó en el once valencianista. En los cuatro años en los que permaneció en el club, jugó 73 partidos de liga en los que anotó 17 goles. Sumando todas las competiciones que jugó con el Valencia, Goran Vlaovic disputó 106 partidos con el club de Mestalla en los que anotó 28 goles. Con el Valencia ganó la Copa del Rey (siendo titular en la final) y la Supercopa de España en 1999. La temporada 1999-00 alcanzó el subcampeonato de la Liga de Campeones, aunque esa campaña apenas contó para el nuevo entrenador valencianista, Héctor Cúper.
El verano de 2000 abandonó Valencia y recaló en el Panathinaikos griego, donde se retiró en junio de 2004, tras ganar la liga y la copa de ese año.  

## Selección nacional
Vlaović fue también miembro del combinado nacional croata por algo más de diez años entre julio de 1992 y agosto de 2002, con un total de 52 internacionalidades en las que consiguió anotar 15 goles, siendo hoy día el segundo máximo goleador en la historia de la selección, por detrás de Davor Šuker, quien le supera en 30 goles. También anotó un gol con el equipo B croata en enero de 2001. Tras hacer solo cuatro apariciones internacionales en aproximadamente tres años y medio, Vlaovic comenzó a jugar con continuidad en la selección a principios de 1996 y anotó sus primeros goles para el equipo con una impecable tripleta en un partido amistoso contra la República de Corea, en marzo del mismo año. También fue miembro del equipo croata que llegó a cuartos de final en la Eurocopa 1996 de Inglaterra, jugando en los cuatro partidos de su equipo y destacó por anotar el primer gol de Croacia en un torneo de primer orden, el gol de la victoria en el minuto 86' del primer partido contra Turquía, saliendo desde el banquillo para sustituir a Alen Bokšić.
Vlaović también fue miembro de la plantilla de Croacia que ganó la medalla de bronce en el Copa Mundial de Fútbol 1998 en Francia. Participó en los siete partidos que disputó su equipo en el torneo, aunque solo jugó de principio a fin en la semifinal contra Francia. Marcó un gol en el torneo, el segundo de la legendaria victoria de Croacia sobre Alemania por 3-0, en los cuartos de final. Ese gol anotado en el minuto 80 de partido, fue la puntilla que mandaba al gran favorito Alemania a casa, y aseguraba la victoria del combinado croata, que realizaba una gran gesta deportiva en su corta historia.
Retornó a la selección a principios de 2001 tras un año y medio ausente. Jugó cuatro partidos y anotó un gol en la clasificación para el Mundial de 2002 en Corea y Japón, y fue luego también miembro de la plantilla en la fase final del mismo, aunque no jugó en ninguno de los tres partidos de la primera fase. Posteriormente solo jugó un partido más con la selección.
| Club                           | País    | PJ | Goles | Periodo   |
| ------------------------------ | ------- | -- | ----- | --------- |
| Selección de fútbol de Croacia | Croacia | 52 | 15    | 1992-2002 |

### Participaciones en Copas del Mundo
| Mundial                        | Sede                | Resultado    |
| ------------------------------ | ------------------- | ------------ |
| Copa Mundial de Fútbol de 1998 | Francia             | Tercer lugar |
| Copa Mundial de Fútbol de 2002 | Corea del Sur Japón | Primera fase |

### Participaciones en Eurocopa
| Copa          | Sede       | Resultado        |
| ------------- | ---------- | ---------------- |
| Eurocopa 1996 | Inglaterra | Cuartos de final |

## Clubes
| Club           | País    | Año       |
| -------------- | ------- | --------- |
| N. K. Osijek   | Croacia | 1989-1991 |
| Croacia Zagreb | Croacia | 1991-1994 |
| Calcio Padova  | Italia  | 1994-1996 |
| Valencia C. F. | España  | 1996-2000 |
| Panathinaikos  | Grecia  | 2000-2004 |

## Palmarés

### Títulos nacionales
| Título              | Club           | País    | Año  |
| ------------------- | -------------- | ------- | ---- |
| Prva HNL            | Croacia Zagreb | Croacia | 1993 |
| Copa de Croacia     | Croacia Zagreb | Croacia | 1994 |
| Copa del Rey        | Valencia C. F. | España  | 1999 |
| Supercopa de España | Valencia C. F. | España  | 1999 |
| Superliga de Grecia | Panathinaikos  | Grecia  | 2004 |
| Copa de Grecia      | Panathinaikos  | Grecia  | 2004 |